# Pabedinskas
Pabedinskas ist ein litauischer männlicher Familienname, abgeleitet vom russischen Wort pobeda (‚Победа‘ ‚Sieg‘).

## Weibliche Formen
- Pabedinskaitė (ledig)
- Pabedinskienė (verheiratet)

## Namensträger
- Skirmantas Pabedinskas (* 1945), Journalist und Politiker, Mitglied des Seimas